# حمد فيصل الشيخ
حمد فيصل الشيخ (1 مارس 1988) لاعب كرة قدم بحريني يلعب حاليا لصالح نادي الدرجة الأولى الحد البحريني في مركز الوسط المهاجم من 2014 كما يجيد اللعب في مراكز الوسط الأيمن والجناح الأيمن والوسط المحوري والوسط المدافع والوسط الأيسر والجناح الأيسر والظهير الأيمن المتقدم والمهاجم.

## الإنجازات

### النجمة
- كأس ملك البحرين (1): 2007

### الحد
- الدرجة الأولى (1): 2016
- كأس ملك البحرين (1): 2015